# Furażerka

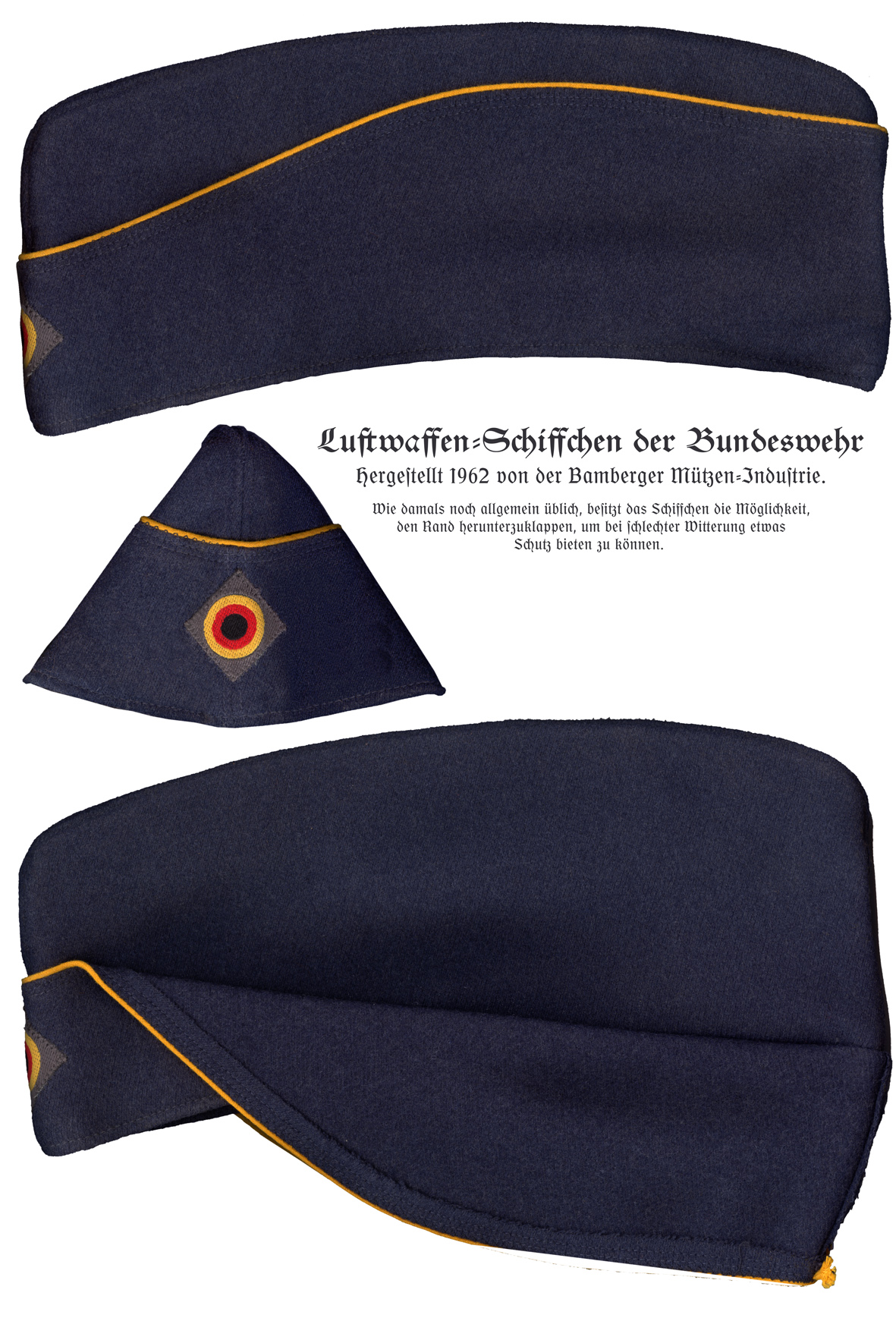
Furażerka Luftwaffe (wzór z roku 1962)

Furażerka (pierożek) – rodzaj miękkiej, sukiennej czapki bez daszka, o podłużnym kształcie, stosowanej najczęściej w wojsku. Niekiedy – w wersji zimowej – ocieplana, lub futrzana. W wojsku stosowano ją, gdy nie obowiązywało wkładanie kapelusza, czako, czapki lub hełmu.
W Polsce od XVIII wieku. Początkowo popularna wśród żołnierzy zaopatrzenia (stąd jej nazwa – furażer to niegdyś żołnierz dostarczający paszę dla koni).
W okresie Księstwa Warszawskiego w wojskach polskich używano furażerki typu francuskiego z długim szpiczastym wierzchołkiem, opadającym na lewą stronę i zakończonym chwostem. W czasie Królestwa Kongresowego w wojsku polskim wprowadzono furażerkę okrągłą typu rosyjskiego.
W latach 1918–1939 obowiązywały w Wojsku Polskim furażerki typu amerykańskiego. Furażerki były noszone przez żołnierzy polskich walczących na frontach II wojny światowej.
Taki typ furażerki obowiązuje obecnie w Wojsku Polskim i jest stosowany przez siły powietrzne Wojska Polskiego.
Poza wojskiem używana jest czasami przez kucharzy oraz pracowników technicznych. W Rosji i innych krajach byłego ZSRR, a także w Afganistanie, popularne są zimą furażerki wykonane z drogich futer – często z karakułów.